# AutoHotkey
Pour les articles homonymes, voir AHK.
AutoHotkey (AHK) est un langage de script permettant l'automatisation de tâches sous le système d’exploitation Windows. C'est un langage à la syntaxe assez épurée, dérivé du C++[précision nécessaire]. Il est possible de l'exécuter sous Windows grâce à un environnement d'exécution, il est aussi possible de le compiler en exécutable pour plus de compatibilité. Afin de faciliter l'écriture de programmes, un environnement de développement intégré, SciTE4Autohotkey, a été spécialement créé. Ce langage est assez similaire d'Autolt, un langage de même fonction[Passage contradictoire (la phrase précédente indique que le langage est proche du C++ et dans cette phrase qu'il est proche de Autolt (qui utilise une syntaxe Basic).)].

## Présentation
Le langage de programmation AutoHotkey permet à l'aide de scripts d'automatiser certaines tâches sous Windows.  Il permet (entre autres) l'émulation de la souris et de frappes ; la création simple de GUI ; l'appel à des fonctions dll présentes dans Windows ; l'activation de contrôles COM et ActiveX dans des fenêtres.
Ce langage d'automatisation très haut niveau par rapport à l'interface est simple d'accès mais difficiles à utiliser dans des tâches plus complexes[réf. nécessaire].

## Communauté
Une communauté est active sur le forum du site.